# NGC 7802
NGC 7802 (другие обозначения — PGC 81, UGC 12902, MCG 1-1-8, ZWG 408.7) — линзообразная галактика (S0) в созвездии Рыбы.
Этот объект входит в число перечисленных в оригинальной редакции «Нового общего каталога».